# Antônio Batista Fragoso
Dom Antônio Batista Fragoso (Teixeira, 10 de dezembro de 1920 — João Pessoa, 12 de agosto de 2006) foi um bispo católico brasileiro, primeiro bispo de Crateús, no Ceará.

## Atividades antes do episcopado
Filho de José Fragoso da Costa e de Maria José Batista da Costa, nasceu no sítio do Riacho Verde, Paraíba. Entrou no Seminário Arquidiocesano em João Pessoa, em 1934, ordenando-se sacerdote no dia 2 de julho de 1944. Dois irmãos seus também se tornaram religiosos: Frei Hugo Fragoso, OFM, e Frei Domingos Fragoso, O.Carm.
Dom Antônio foi assistente eclesiástico do Círculo Operário, em João Pessoa; assistente da Juventude Operária Católica do Nordeste (1947-1957); Vice-Reitor do Seminário da Paraíba; Capelão do Colégio Pio X (maristas), em João Pessoa; Capelão dos Colégio das Lourdinas, em João Pessoa; professor no Seminário da Paraíba (1944-1957).

## Atividades durante o episcopado
O Papa Pio XII o nomeou bispo auxiliar de São Luís do Maranhão, no dia 13 de março de 1957, com a sé titular de Ucres. Sua ordenação episcopal deu-se a 30 de maio de 1957, pelas mãos de Dom José de Medeiros Delgado, Dom Otávio Barbosa Aguiar e Dom Manuel Pereira da Costa.
No dia 28 de abril de 1964, o Papa Paulo VI o nomeou primeiro bispo de Crateús. Função que exerceu até 18 de fevereiro de 1998, quando apresentou sua renúncia por limite de idade, sendo sucedido por Dom Jacinto Furtado de Brito Sobrinho.
Destacou-se na defesa dos direitos humanos e políticos no Brasil, de modo particular durante os chamados anos de chumbo. Assumiu como projeto de vida a linhas propostas pelo Pacto das Catacumbas, um documento assinado por cerca de 40 padres conciliares no dia 16 de novembro de 1965, nas catacumbas de Domitila, em Roma, durante o Concílio Vaticano II. Identificou-se com as linhas pastorais e doutrinárias da Teologia da Libertação.
Dom Antônio foi bispo assessor da catequese no Maranhão, Piauí e Ceará; bispo assessor da catequese do Regional Nordeste I, da CNBB; membro do Departamento de Leigos do CELAM; membro da Comissão Representativa da CNBB. Dom Fragoso, como era conhecido, teve também ampla atuação por todo o continente latinoamericano participando juntamente com o arquiteto argentino e Prêmio Nobel da Paz Adolfo Pérez Esquivel da fundação do SERVIÇO PAZ E JUSTIÇA NA AMÉRICA LATINA - SERPAJ-AL, tendo contribuído para as atividades dessa organização na Defesa dos Direitos Humanos e na pregação da não violência ativa. Fundou juntamente com Padre Alfredinho (Fredy Kunz) a Fraternidade do Servo Sofredor (vide Cânticos do servo sofredor), que é um Instituto de Leigos Consagrados formado por homens e mulheres do Brasil e do Mundo que consagram sua vida em favor dos pobres mais sofridos. Nascida da inspiração dos quatro cânticos do profeta Isaías, a partir da resistência das vítimas da seca do Nordeste, seus consagrados e consagradas estão presentes na maioria dos estados brasileiros como Distrito Federal, Rio de Janeiro, Amazonas, Paraíba, Paraná, Minas Gerais e em outros países, tendo uma presença mais forte e marcante, em Crateús-Ceará e em Santo André - São Paulo, cidades onde Alfredinho viveu no Brasil.

## Ordenações episcopais
Dom Fragoso foi o principal celebrante da ordenação episcopal de Dom Jacinto Furtado de Brito Sobrinho e foi o concelebrante da ordenação episcopal de Dom Amleto de Angelis, MSC.

## Morte
Dom Fragoso faleceu aos 85 anos na madrugada de 12 de agosto de 2006, vítima de um infarto fulminante. Ele estava internado havia algum tempo num hospital de João Pessoa, para onde se mudou após renunciar ao bispado, tratando-se de problemas cardiovasculares.

## Obras publicadas
- FRAGOSO, Antônio Batista; SANTOS, Eliesio; GONCALVES; Luiz Gonzaga; et. al. Igreja de Crateús (1964-1998): uma Experiência Popular e Libertadora.